# スピッツベルゲン島
スピッツベルゲン島（スピッツベルゲンとう。ノルウェー語: Spitsbergen、ロシア語: Шпицберген）は、ノルウェー領スヴァールバル諸島最大の島である。
この島は同諸島で唯一の有人島である。島内の行政の中心地であり、最大の居留地でもあるロングイェールビーンは、北緯78.2132度、東経15.6445度と島の中部に位置し、2012年現在、2,642人が住んでいる。また、北西部のニーオーレスンは、北緯78.9377度、東経11.8432度に位置する。
スヴァールバル諸島全体が通年で寒冷で、冬期には極夜も見られる北極圏に位置するため、極地科学の研究拠点・対象にされてきた。また北極圏の大気の状態を研究するために、非干渉散乱レーダーを用いたEISCATでの観測も実施されている。加えて、世界の農作物の種子の保存を目的としたスヴァールバル世界種子貯蔵庫と、各国の公文書などをフィルム化して預かる北極圏ワールドアーカイブの設営場所でもある。

## 発見と地名

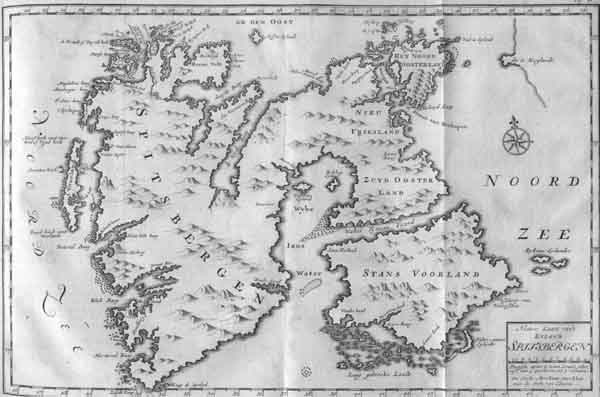
1720年に作成された、スヴァールバル諸島の地図。

この島を含むスヴァールバル諸島は1596年に、北東航路の探索途中であったオランダ人探検家のウィレム・バレンツによって発見された。バレンツは、当地の険しく尖った山々の姿を見て、諸島の名をオランダ語の「spits （尖った）」と「bergen （山々、山地）」を合わせて「Spitsbergen (スピッツベルヘン、尖った山々)」と定めた。
ただし、ロシアには「10世紀頃からスラブ民族が島で狩猟をしていたのに、ロシア革命の混乱期にノルウェーに奪われた」との主張も見られるという。また12世紀末には、すでにノルウェー人によって知られていたとの説もある。
いずれにしても、バレンツが命名して以来、この諸島の呼称は、その後の約300年間を通して使われてきたものの、1925年を以ってノルウェー領として確定した折に、諸島名は古ノルド語「Svalbard (冷たい岸辺)」から採ったノルウェー語地名に改称した。また、古称の Spitzbergen は諸島の中で最大の島の名称に変わり、合わせて綴りもノルウェー語による Spitsbergen と正式に改められた。

## 地勢と特徴
付近の目立つ島として、スピッツベルゲン島の北東にはNordaustlandet、東にはEdgeøyaなどが挙げられる。Edgeøyaの東側を、寒流のスピッツベルゲン海流が南へと流下してきており、この海流はスピッツベルゲン島の南岸の付近を、西へ向かって流れている。スピッツベルゲン島の南西沖まで、暖流のノルウェー海流は来ているものの、島の全域が北極圏内で、寒冷なツンドラ気候である。
スピッツベルゲン島の面積は、約3万7673 km2である。島内には氷河によって削られた地形が目立ち、島の海岸線にはフィヨルドがあちこちで見られる。このため入り組んだ海岸線を有しており、海岸線の総延長は3919 kmに及ぶ。
ライチョウの亜種のスヴァールバルライチョウは島の陸上で越冬する唯一の鳥類で、コオリガモ、ミツユビカモメ、ヒメウミスズメ、ハシブトウミガラス、コオバシギ、ミユビシギなどの渉禽類、ガン類の渡り鳥または海鳥も営巣または越冬（ただし、海氷のない地域に限る）のために訪れることがある。また、トナカイの亜種のスヴァールバルトナカイ、ホッキョクギツネ、ホッキョクグマ、ゼニガタアザラシ、セイウチなどの哺乳類も島に生息している。南端部の半島のソルカップと南西部のノルデンスキオルドキュステンはラムサール条約登録地である。
島内最大の町は、そのような数あるフィヨルドの奥に形成された町のロングイェールビーンである。北部の町のニーオーレスンは、かつて炭鉱が存在したものの、現在では炭鉱は閉鎖され、研究者に開放されている。また高緯度であるため宇宙ロケットの打ち上げには不向きながら、ニーオーレスンにSvalbard Rocket Rangeも設置されている。なお、スピッツベルゲン島における採炭地はロングイェールビーンから西へ約55 kmのバレンツブルクに移り、ロシア人が多く居住するこの町は、オーロラなどを活かした観光業が盛んである。
スヴァールバル条約により、この条約の40ヵ国を超える調印国の国民であれば、ビザを申請せずに、この島に居住できる。ただし、90日を超える場合は滞在許可の事前取得が必要である。
シェンゲン協定に加盟しないスヴァールバル諸島では、ノルウェー政府によるパスポート審査を行わない。ただし渡航者の国籍によってノルウェー本土を含むシェンゲン圏の出入りにビザの提示が求められ、その場合は数次査証を受給した上での渡航が推奨される。これは、スピッツベルゲン島に滞在するには、到着と出発を含めてシェンゲン圏との境を複数回越えるためである。

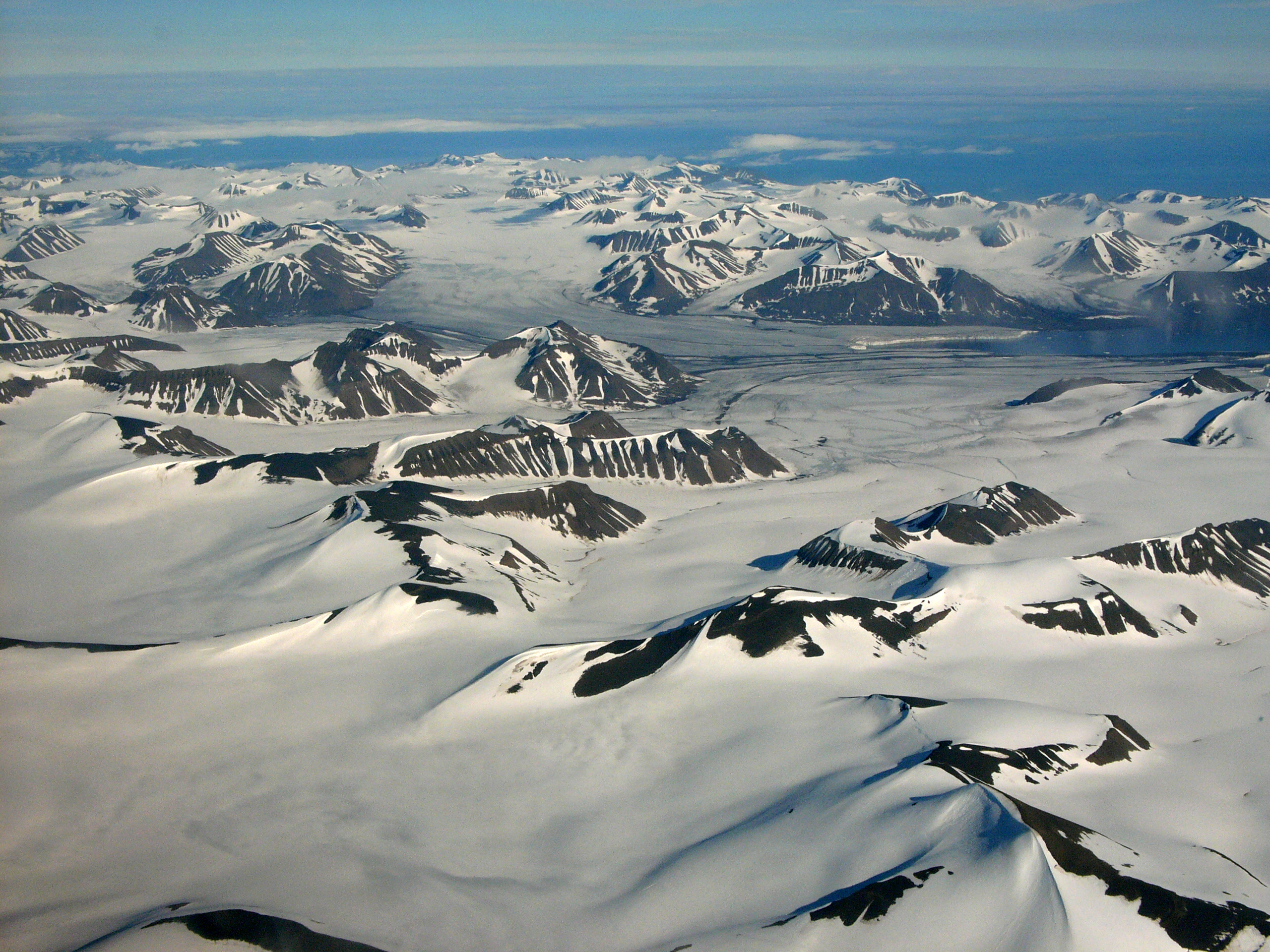
「尖った山々」を意味するスピッツベルゲン島は、アンデルセンの童話で雪の女王の座所とされる。

## 気候

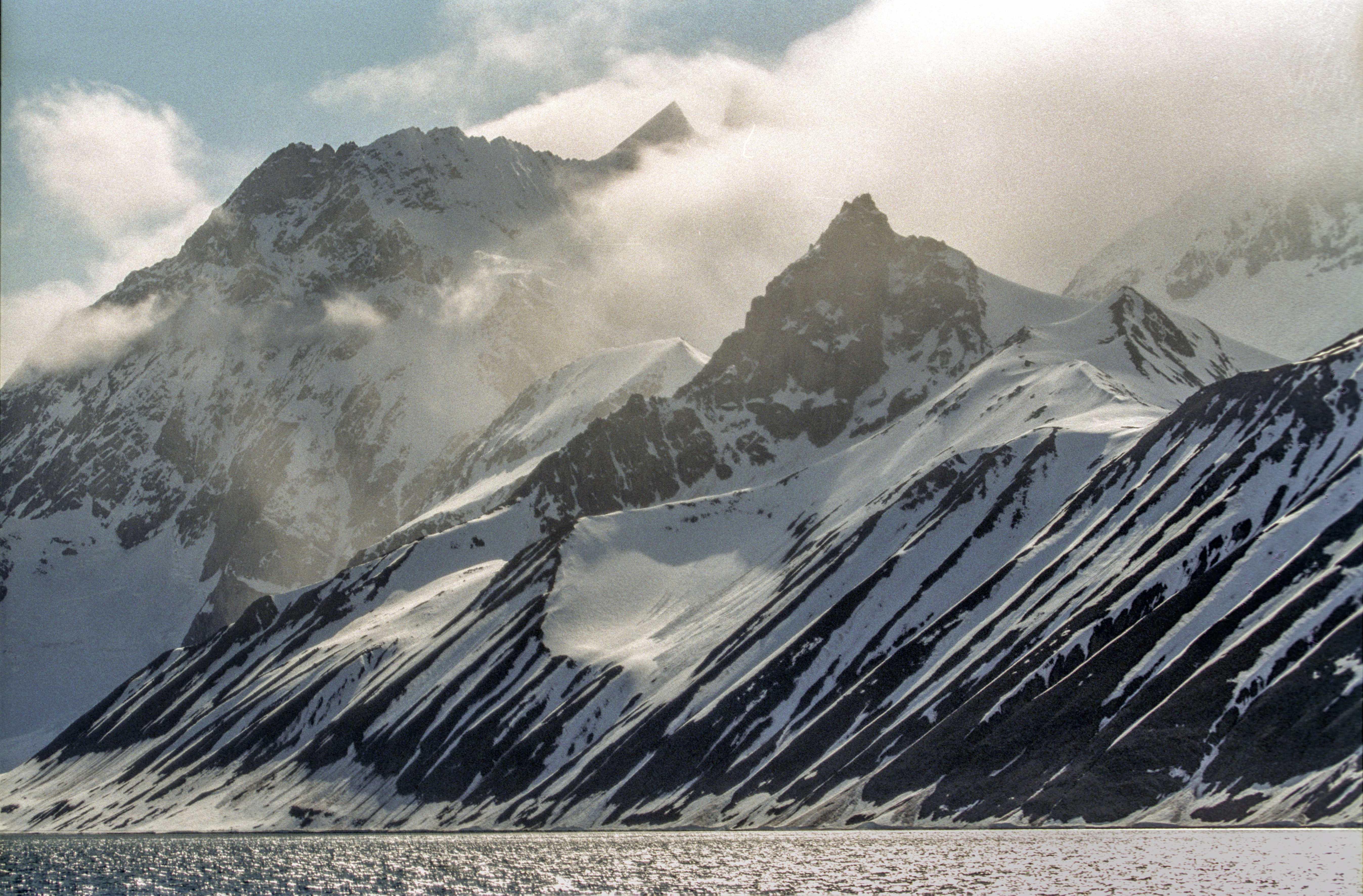
年間を通じて雪が残る

スヴァールヴァルの気候は高緯度に支配され、平均気温は夏は4 ℃から6 ℃、1月は零下12 ℃から同16℃である。暖流の北大西洋海流によって気温に影響を受け、特に冬季は 同緯度のロシアやカナダと比べると20 °C (36 °F)ほど高くなる。そのため冬場でも周辺の海面はおおむね結氷せず航行が可能。海岸部と比べると、内陸のフィヨルドや山の陰になる谷間は温度の日較差が少なく、海べりよりも夏季は2 °C (4 °F)ほど低く、冬季には3 °C (5 °F)ほど高い。島の各地では北や西よりも南部の方がやや気温が高めで、南北の冬季の気温差を比べると5 °C (9 °F)、夏季は3 °C (5 °F)である。
島の上空で北極の冷たい空気と南の湿潤で温かい空気がぶつかり、冬季には特に低気圧が発生し天気は変わりやすく、強風が吹く。en:Isfjord Radio では強風の日は1月に17%、7月には1%のみである。沖合には霧のわく日が多く、7月には月間の20%が視界が1 km以下を記録した。降水はしばしば見られるものの雨量は少なく、島の西部では年間400 mmを下回る。それと比べると人家のない東側は雨量が多く、年間雨量は1000 mmに達する。

## 古生物化石
スヴァールバル諸島は地質学的・古生物学的にも注目に値する。最古の有孔虫の化石の発見地とされた時期もあり、三葉虫類の化石の出土も多い。中生代の裸子植物であるゼノキシロン属の最初の発見地であり、古生代のデボン紀に生息した最初期のシーラカンス類と見られるディプロケルキデスの発見地の1つとしても、この島の名が挙げられる。イクチオサウルスやプレシオサウルスといった中生代の海棲動物の化石も見い出されており、2008年には巨大なプリオサウルス類が発見され、2012年にはオフタルモサウルス科の魚竜であるクリオプテリギウスとパルベンニアが記載された。

## スヴァールバル世界種子貯蔵庫
スピッツベルゲン島には地下施設のスヴァールバル世界種子貯蔵庫が設置された。2006年に建設を開始し、2008年に操業を開始した。種子を低温・低酸素の状態で休眠させ、最大で400万種以上の作物の種子の保管が可能だとされ、ノルウェー政府はこれを「種子の箱舟計画」と表現した。この施設の用地としてスピッツベルゲン島が選択された理由は、ここが政治的に安定しており、平和で、かつ一般人の来訪も限られていることが理由とされる。運営にはノルウェー政府以外に国際連合食糧農業機関 (FAO) の下部機関なども関わっている。